# ويسلي غوميز دوس سانتوس
ويسلي غوميز دوس سانتوس (بالبرتغالية: Wescley Gomes dos Santos‏) (11 نوفمبر 1991 في ريو دي جانيرو في البرازيل – )؛ هو لاعب كرة قدم كان يلعب كلاعب وسط.

## وصلات خارجية
- ويسلي غوميز دوس سانتوس على موقع رابطة كرة القدم اليابانية للمحترفين (اليابانية)
- ويسلي غوميز دوس سانتوس على موقع قاعدة بيانات كرة القدم.إي يو (الإنجليزية)
- ويسلي غوميز دوس سانتوس على موقع Soccerway.com (الإنجليزية)
- ويسلي غوميز دوس سانتوس على موقع عالم كرة القدم.نت (الإنجليزية)
- ويسلي غوميز دوس سانتوس على موقع AS.com (الإسبانية)